# Saint-Martin-lez-Tatinghem
Saint-Martin-lez-Tatinghem è un comune francese di 5.863 abitanti situato nel dipartimento del Passo di Calais nella regione dell'Alta Francia. È stato istituito nel 2016 dalla fusione dei precedenti comuni di Saint-Martin-au-Laërt e Tatinghem.